# چکاوک سابوتا
چکاوک سابوتا (نام علمی: Mirafra sabota) نام یک گونه از سرده جل‌ها است.